# Корнат Андрій Володимирович
Андрій Володимирович Корнат (народився 9 грудня 1972 року в місті Червоноград Львівської області) — український політик, голова політичної партії «Народний рух України» (з 10 липня 2021 року).

## Життєпис
Має вищу освіту, викладач-експерт в Інституті політичної освіти, в.о. начальника Комунального закладу Львівської обласної ради «Центр моніторингу соціальних програм та контролю за призначенням і виплатою допомог», заступник голови Львівської обласної державної адміністрації.

## Громадсько-політична діяльність
У 2014 році балотувався кандидатом у народні депутати по 124 вибочому окрузі від «Народного руху України» по списках «Радикальної партії» (Червоноград, Сокальський район, частина Кам'янка-Бузького району). У передвиборчій програмі зазначав, що боротиметься за:
1. Збільшення фінансування Збройних сил України до рівня не менше 2 % ВВП. Забезпечення військових житлом та соціальними гарантіями.
2. Забезпечення державою належних соціальних гарантій учасникам АТО та їхнім родинам.
3. Створення законодавчої бази для повноцінної діяльності громадських формувань з охорони громадського порядку та волонтерських рухів.
4. Посилення боротьби з корупцією: проведення люстрації в усіх органах влади.
5. Вступ України в НАТО.
6. Інтеграцію України в Європейський Союз, зокрема, шляхом якнайшвидшого впровадження безвізового режиму з ЄС та належного виконання Угоди про асоціацію між Україною та ЄС.
7. Проведення прозорої та ефективної реформи правоохоронної системи на всіх рівнях.
8. Збільшення повноважень місцевих громад та збільшення фінансування місцевого самоврядування.
9. Зменшення залежності України від російських енергоносіїв.
10. Послаблення тиску на підприємців з боку контролюючих органів, налагодження системи швидкого та ефективного отримання дозвільних документів. Персональну відповідальність працівників контролюючих органів за протиправні чи хибні дії.
11. Сприяння розвитку дітей шляхом забезпечення гідного рівня дошкільної, шкільної освіти та національно-патріотичного виховання.
12. Державну підтримку молоді, якій після завершення навчання у виші потрібно запропонувати перше робоче місце з гідною оплатою праці.

До обрання головою партії — заступник голови Народного Руху України, голова Львівської крайової організації Народного Руху України, депутат Львівської обласної ради від НРУ.
10 липня 2021 року в Тернополі під час звітно-виборчого VI етапу XXVII позачергових Всеукраїнських Зборів (З'їзду) партії «Народний рух України» обраний головою партії, отримавши 78 % голосів.